# Galerie du Mont-des-Oliviers
La galerie du Mont-des-Oliviers est un monument historique situé à Kaysersberg, dans le département français du Haut-Rhin.

## Localisation
Ce bâtiment est situé au place Jean-Ittel à Kaysersberg.

## Historique
L'édifice fait l'objet d'une inscription au titre des monuments historiques depuis 1988.

## Architecture

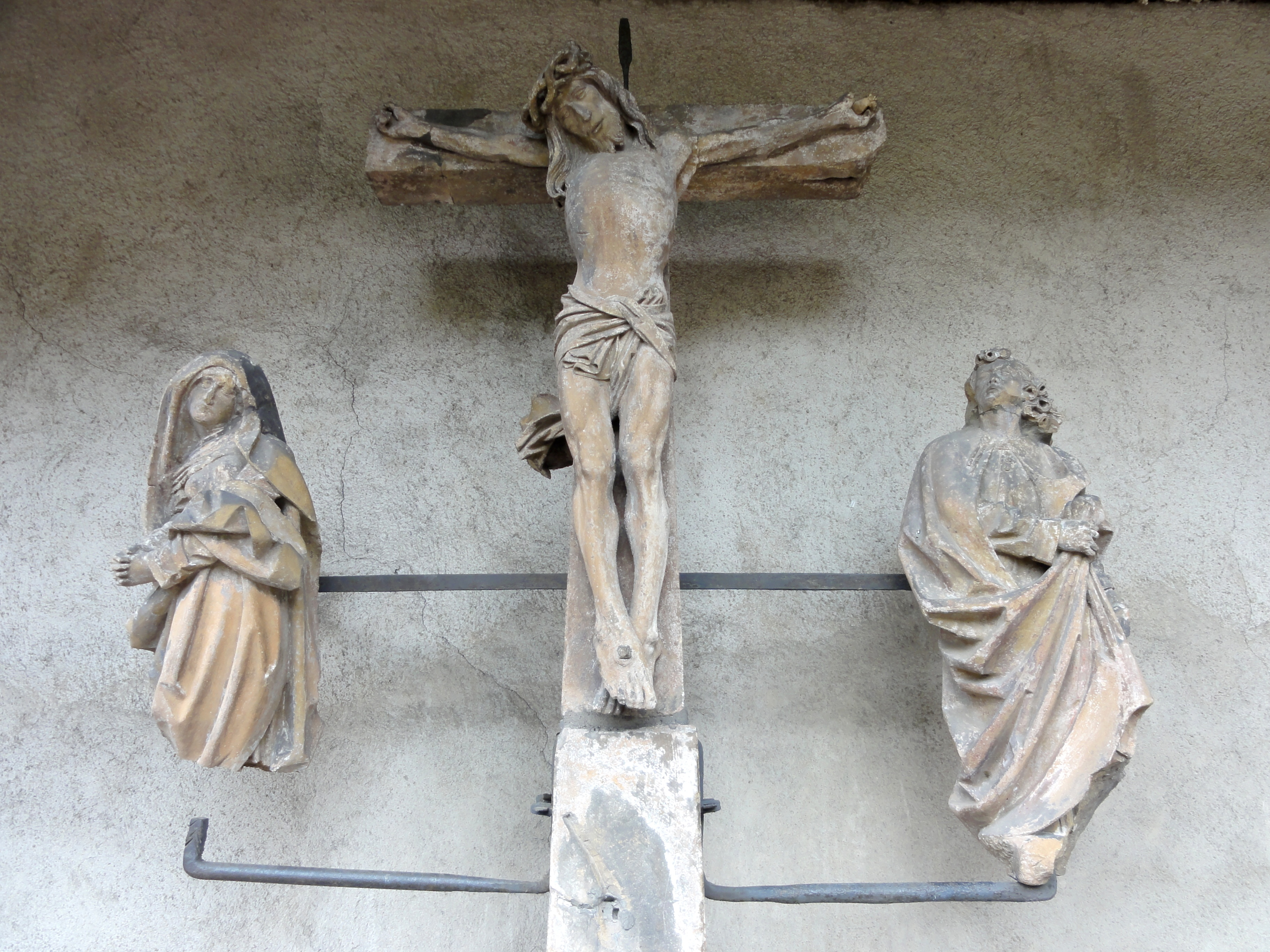
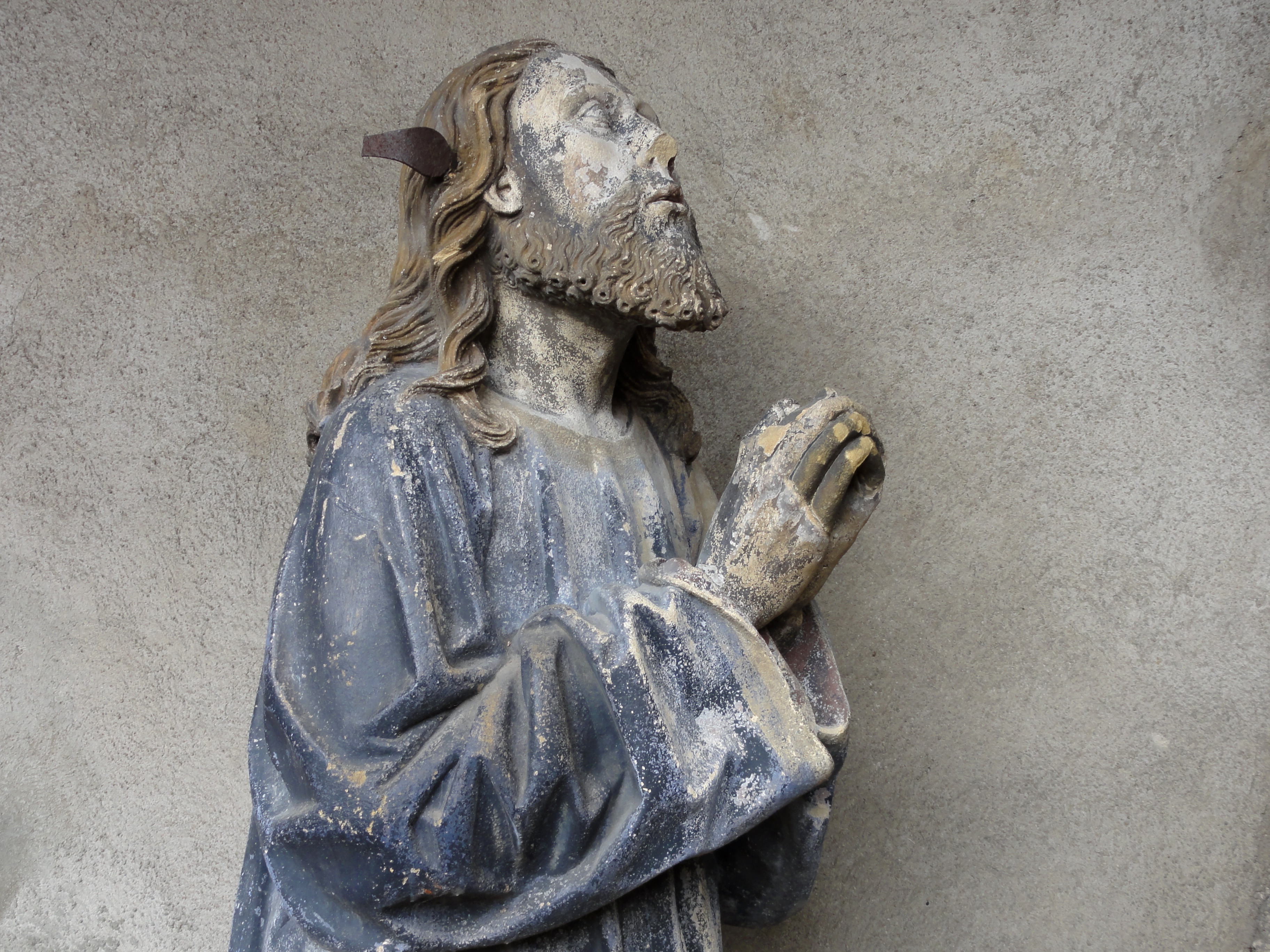
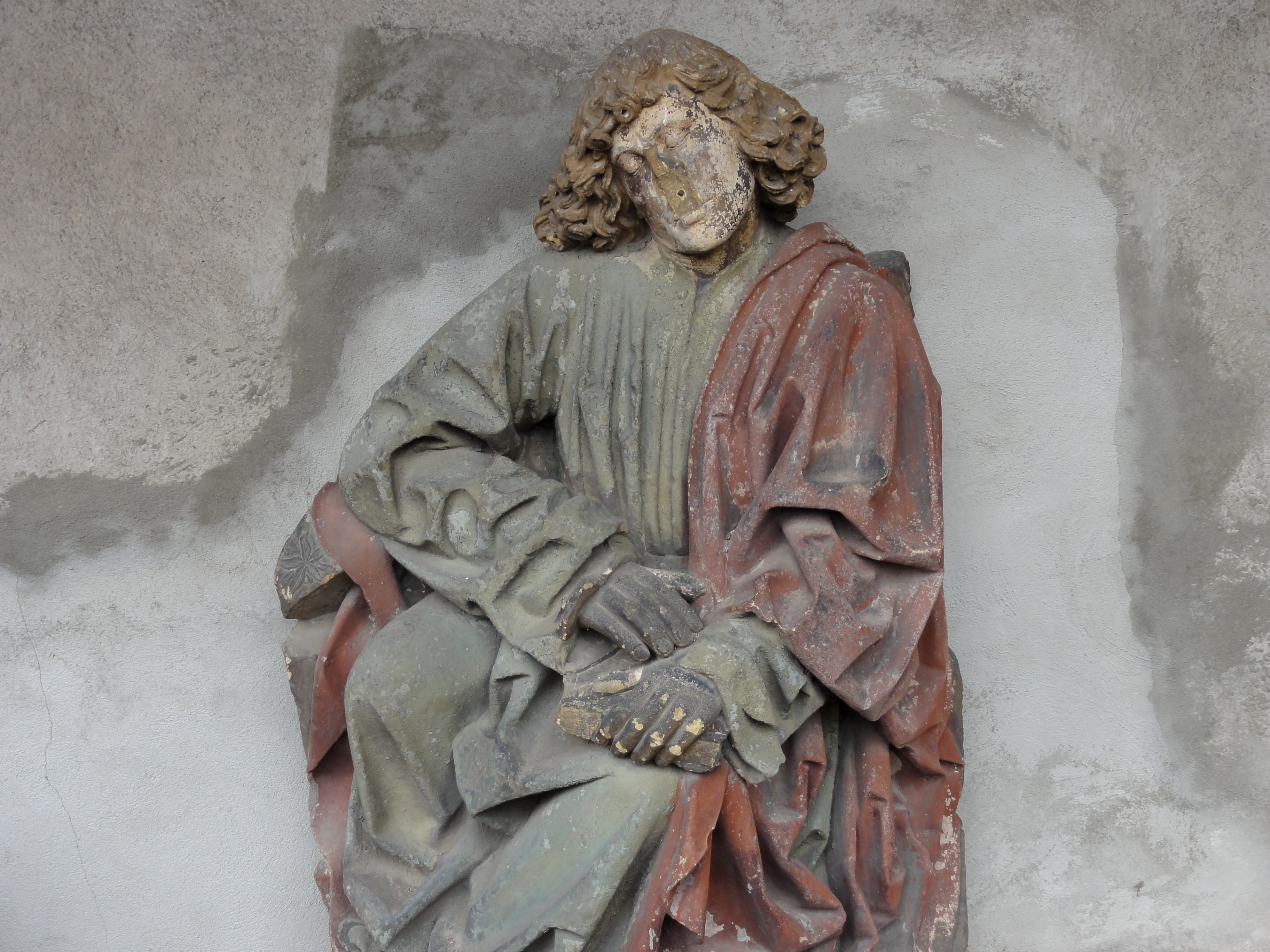
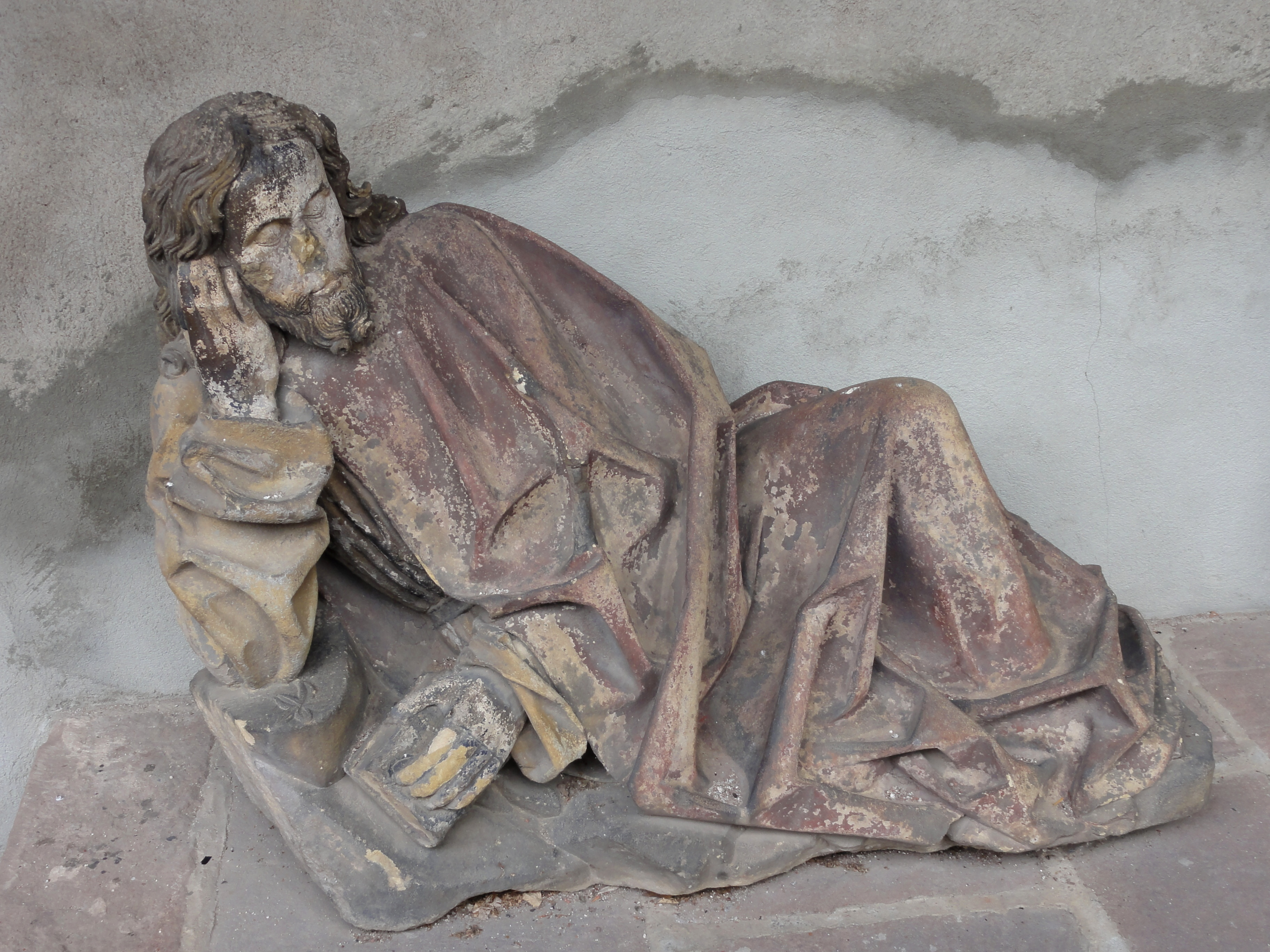
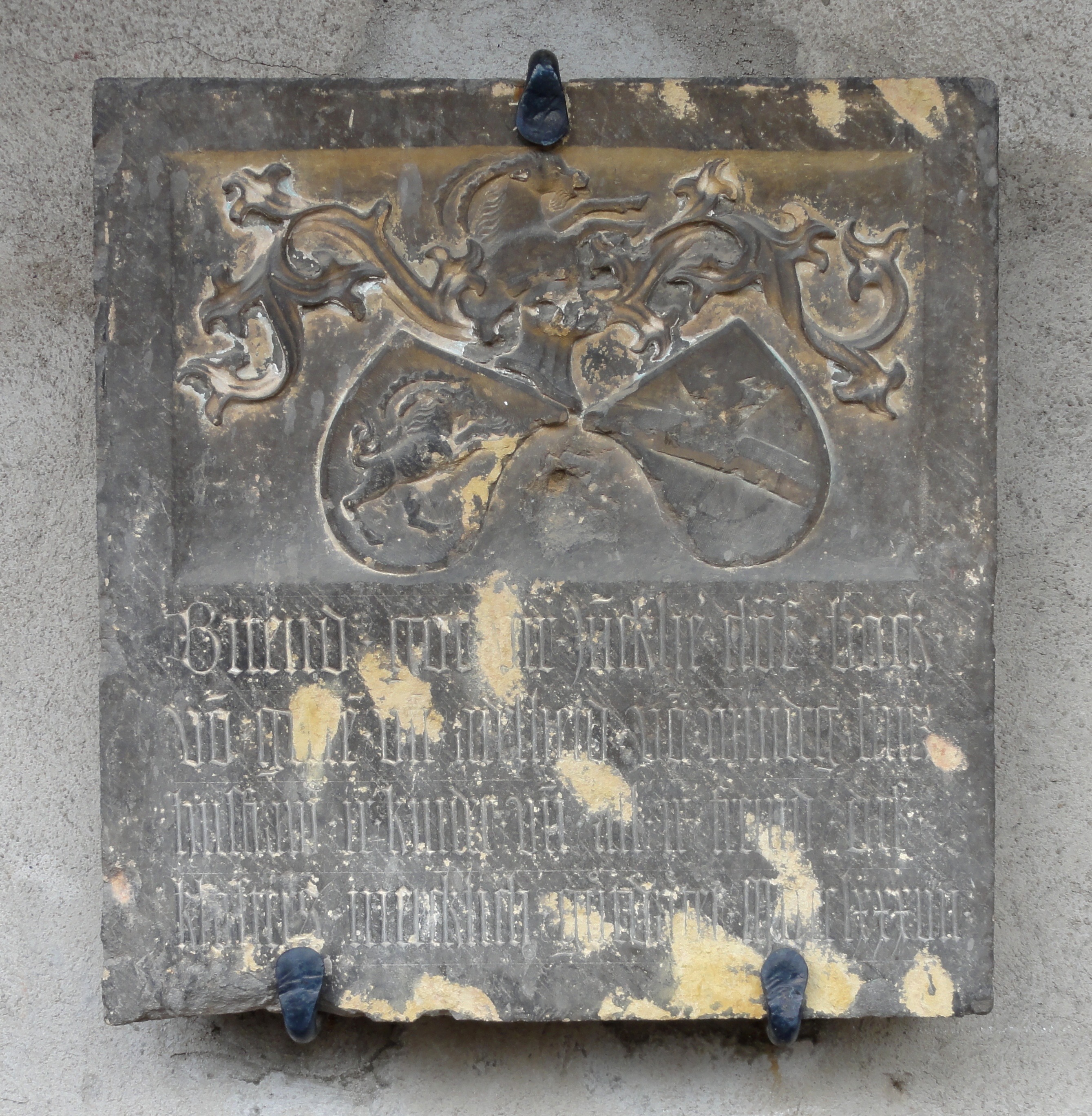
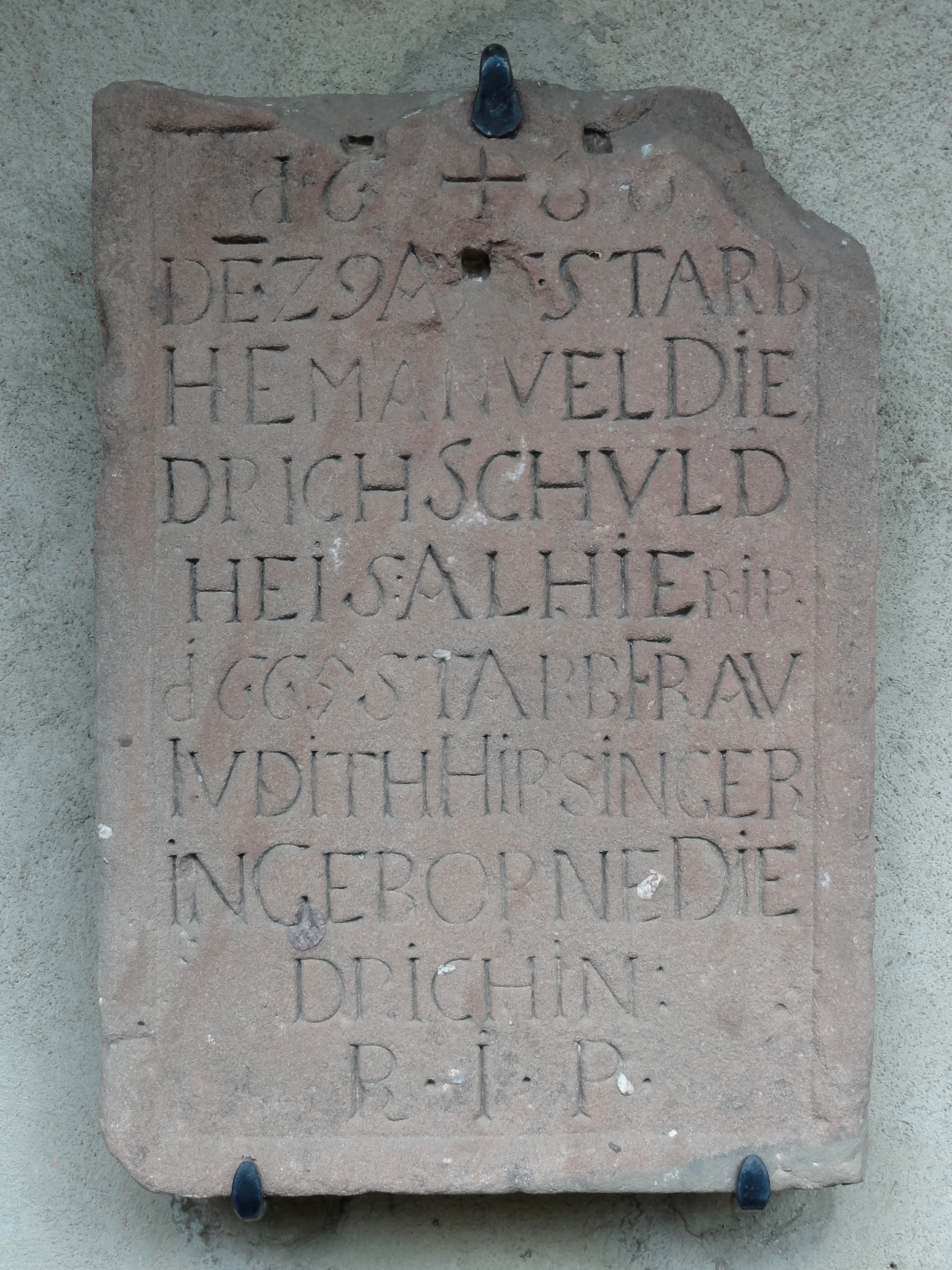